# Lipina (województwo lubelskie)
Lipina – osada w Polsce położona w województwie lubelskim, w powiecie hrubieszowskim, w gminie Dołhobyczów.
W latach 1975–1998 miejscowość administracyjnie należała do województwa zamojskiego. 
Osada wchodzi w skład sołectwa Przewodów w gminie Dołhobyczów. Według Narodowego Spisu Powszechnego (III 2011 r.) liczyła 90 mieszkańców i była 25. co do wielkości miejscowością gminy Dołhobyczów.
Wierni Kościoła rzymskokatolickiego należą do parafii św. Brata Alberta w Przewodowie.